# El Eco Minero
El Eco Minero, fue un periódico bisemanal, publicado en Linares (Jaén) entre 1875 y 1892, con información relacionada con la minería, aunque incluía también comentarios relativos a la ciudad y a la comarca en que se publicaba

## Características del periódico
El periódico era propiedad de Julián Martos Morrillo, que actuó como director durante todo el tiempo que se publicó. De periodicidad bisemanal, con un formato de 250 mm de ancho por 340 de alto (menor, por tanto que el tabloide), quedaba formado por dos pliegos que proporcionaban las cuatro páginas del periódico.
Contenía tanto información como artículos de opinión relacionados en sentido amplio con la minería, por tanto también trataban temas de economía y metalúrgica. Se añadían noticias locales y relatos breves, Los anuncios ocupaban una parte proporcionalmente alta (del orden de la cuarta parte).
Durante algún tiempo, bajo la cabecera, añadía una explicación de su contenido: "Dedicado a la defensa e intereses de esta comarca minera y especialmente los de la localidad"

## Primera época
Los datos que se indican el anterior apartado corresponden a lo que puede considerase la segunda época del periódico, pues en 1868 comenzó a publicarse un periódico con el mismo nombre que utilizaba como subtítulo, "Revista semanal de literatura e intereses materiales", se anuncia con periodicidad semanal, y su propietario es Matías Garrido.

## Prensa sucesora
En 1895, comienza a publicarse en Linares, El Noticiero, de algún modo viene a suceder a El Eco Minero que había dejado de publciase tres años antes.